# اانگستروم ۴۲۴۸۷
سیارک ۴۲۴۸۷ (به انگلیسی: 42487 Angstrom، نامگذاری:1991RY2) چهل و دو هزار و چهارصد و هشتاد و هفتمین سیارک کشف شده‌است که در ۹ سپتامبر ۱۹۹۱ کشف شد.